# Cornage (médecine vétérinaire)
Le cornage est un terme vétérinaire utilisé en pathologie des grands animaux de la ferme (chevaux, bovins, ovins, caprins).
Il est défini comme un bruit respiratoire audible à distance. Il est donc synchrone de la respiration.
Il est causé par le rétrécissement des voies respiratoires supérieures.
Selon l'intensité et le siège du rétrécissement, le cornage a des tonalités différentes.

## Types de cornages

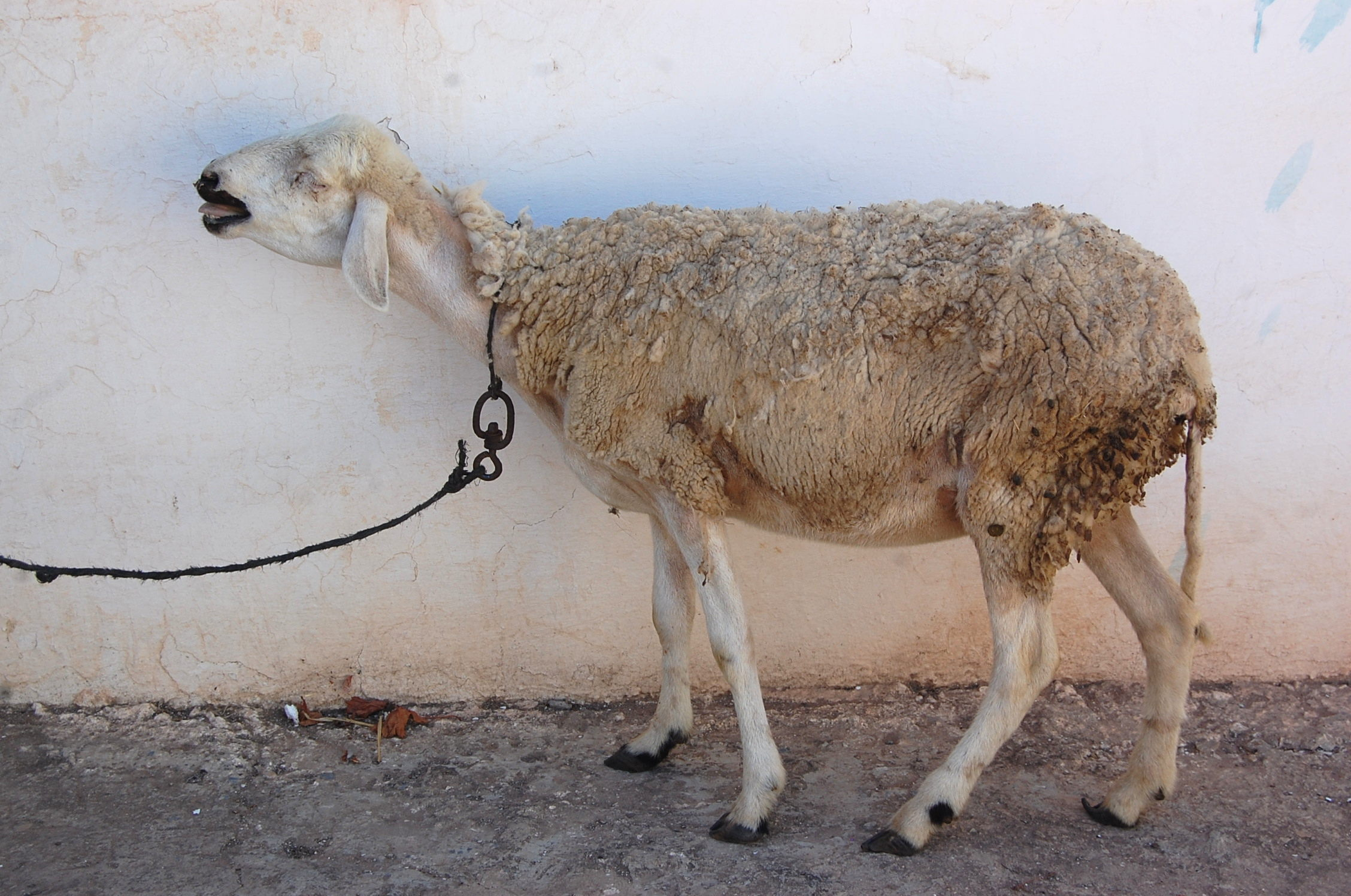
Brebis présentant un cornage nasal sévère, avec respiraton buccale

Le cornage nasal résulte de l'obstruction des cavités nasales par des exsudats ou du matériel nécrotique (coryza gangréneux des bovins). Il peut aussi s'agir de corps étrangers ou de tumeurs (adénocarcinome nasal enzootique des ovins). Il donne un bruit de reniflement sonore.
Le cornage pharyngien résulte de l'hypertrophie des ganglions rétro-pharyngiens, ou d'autres affections péri-pharyngiennes. Il donne un bruit de ronflement. Il est plus net à l'expiration.
Le cornage laryngé est causé par des phénomènes purulents ou nécrotiques de la paroi du larynx, comme dans la diphtérie du veau. Chez le cheval, il s'agit d'une paralysie asymétrique des muscles du larynx. C' est dans cette dernière affection que le terme "cornage" est le plus utilisé en dehors du milieu strictement vétérinaire.
Le cornage trachéal dû à une sténose de la trachée artère et des grosses bronches est plus exceptionnel.

## Cheval
Le cornage correspond à une hémiplégie du larynx, généralement du côté gauche, qui entraîne un bruit inspiratoire,. D'impact négatif sur la performance physique, c'est une pathologie évolutive dont la gravité augmente, et peut s'achever par une obstruction complète. C'est un vice rédhibitoire à l'achat en France.
La prise en charge consiste en une chirurgie par endoscopie ou en l'implantation d'une prothèse au niveau du larynx.

## Bovins
Le cornage laryngé est un signe pathognomonique de la laryngite striduleuse (diphtérie des veaux).
Un cornage nasal intense se rencontre également dans le coryza gangréneux (fièvre catarrhale maligne).
Dans la tuberculose, la leucose bovine ou la theilériose, la compression du pharynx par un ganglion rétro-pharyngien hypertrophié peut causer du cornage.
- Diphtérie du veau

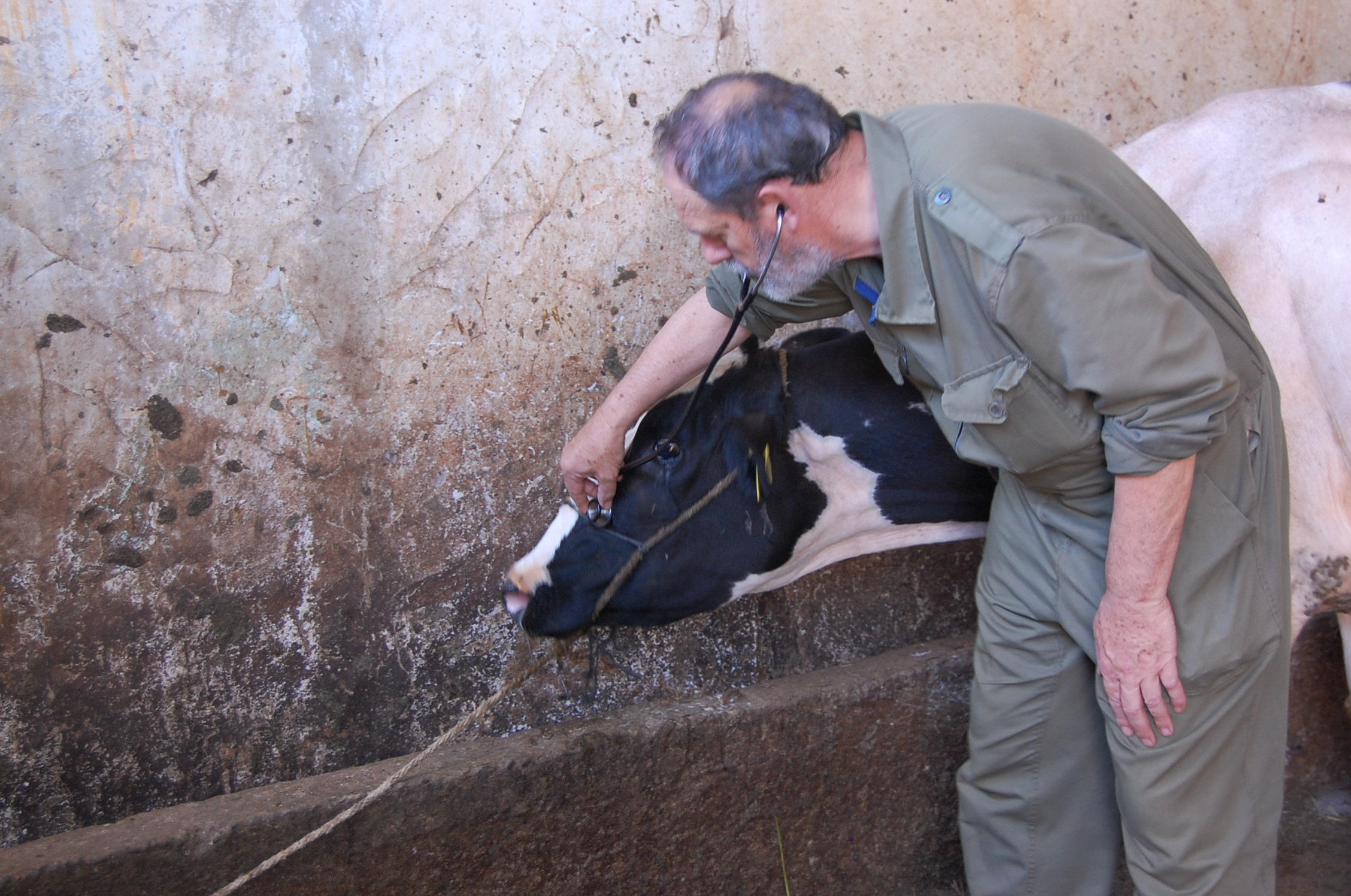
recherche de l'origine d'un cornage par auscultation nasale…
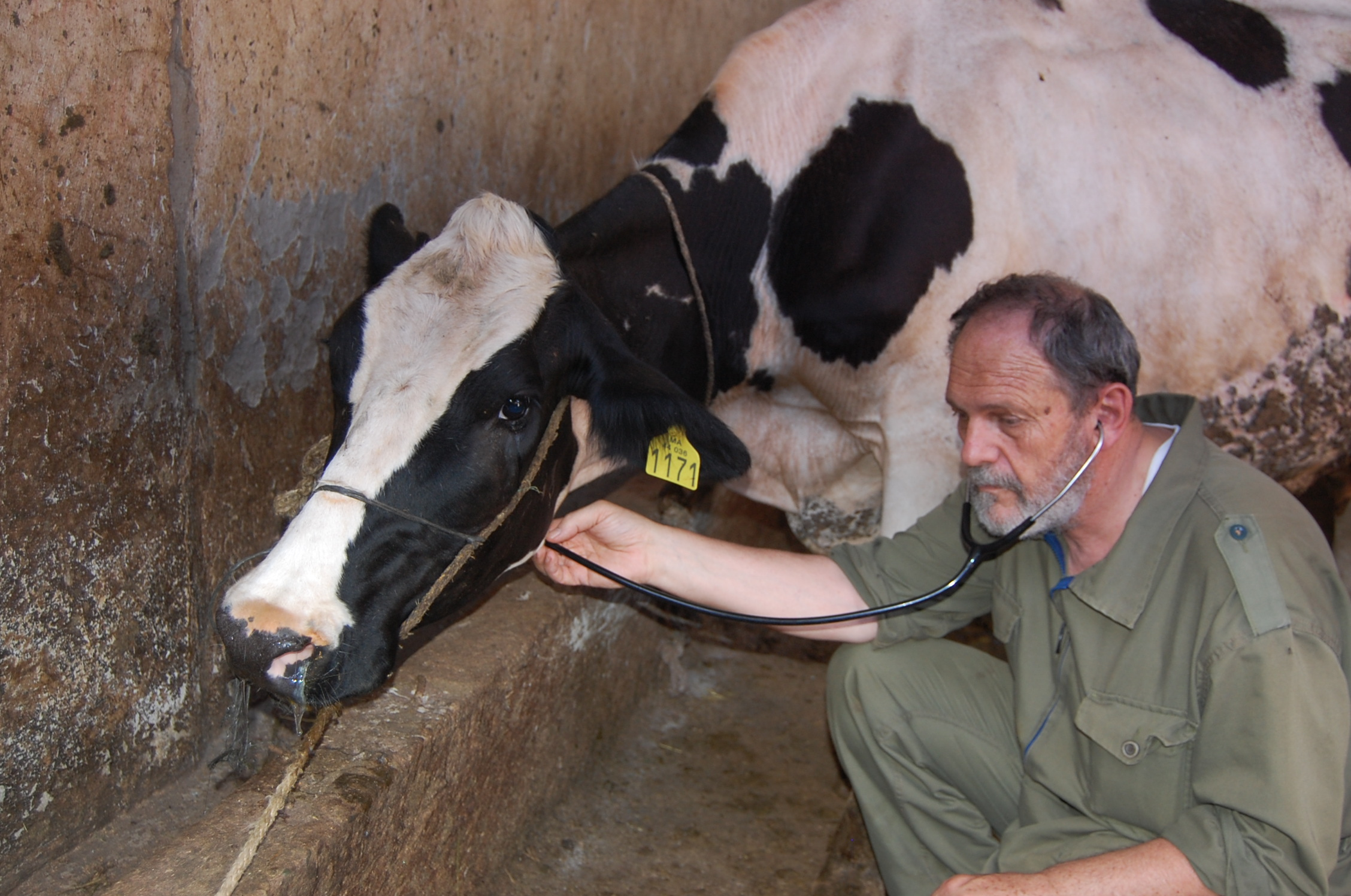
…et laryngée

## Ovins

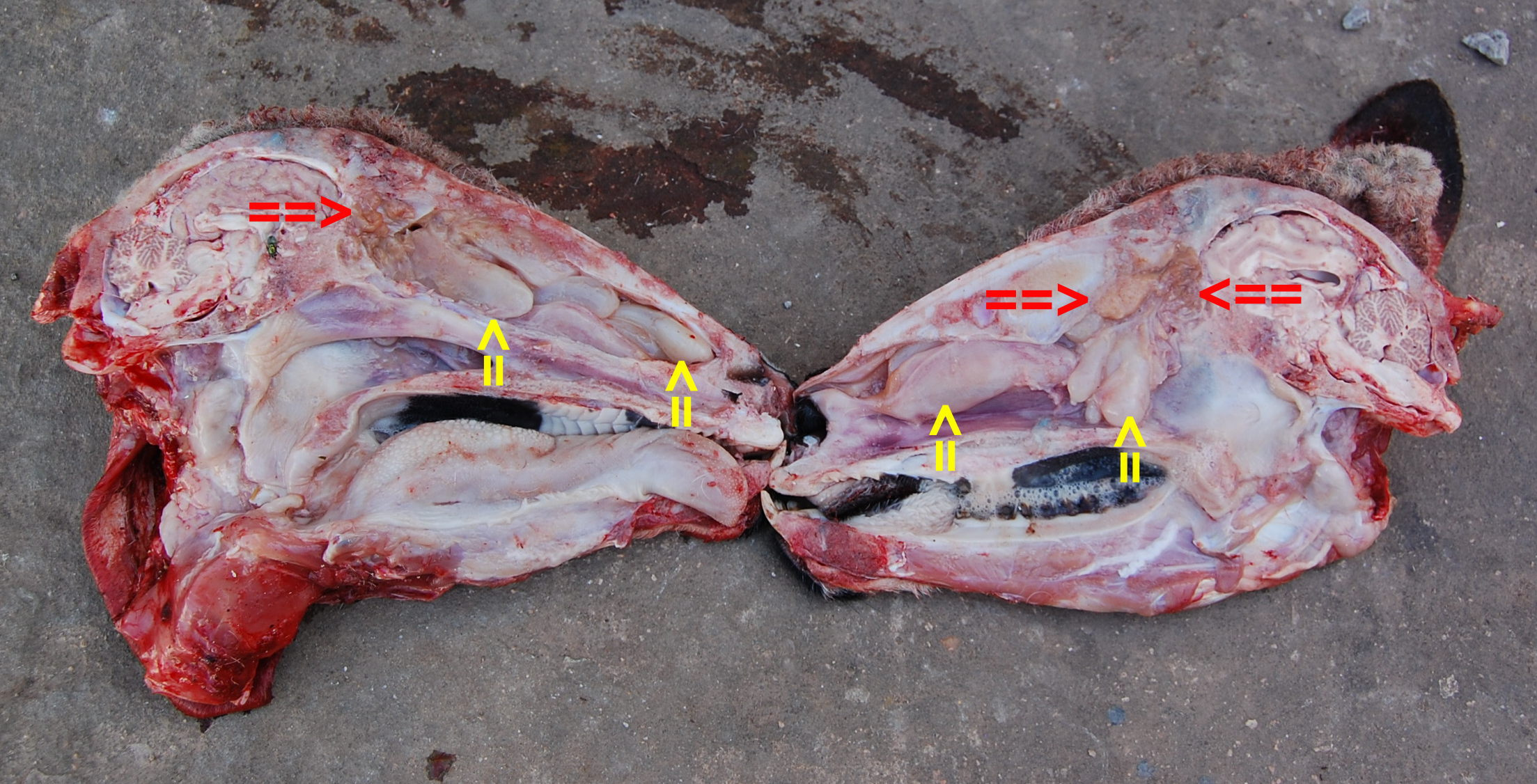
nombreuses formations tumorales dans la cavité nasale d'une brebis, cause d'un cornage grave

Le cornage nasal est un signe majeur de l' adénocarcinome nasal enzootique des ovins. Il peut aussi se rencontrer lors d'une infestation massive par les larves d' Oestrus ovis.